# Septembers of Shiraz
Septembers van Shiraz is een Amerikaanse dramafilm uit 2015, geregisseerd door Wayne Blair en geschreven door Hanna Weg. De film is gebaseerd op de gelijknamige roman van Dalia Sofer uit 2007. De rollen werden vertolkt door Adrien Brody, Salma Hayek en Shohreh Aghdashloo. De film ging op 15 september in première op het internationaal filmfestival van Toronto.

## Verhaal
Juwelier Isaac Amin (Adrien Brody) en zijn vrouw Farnez (Salma Hayek) zijn een joods echtpaar dat in Teheran woont maar na de val van de Shah door de Revolutionaire Garde in de problemen komt. De familie woont in een rijkelijk ingericht herenhuis en geven een afscheidsfeestje voor hun zoon Parviz die op kostschool gaat naar de Verenigde Staten. Hun twintigjarige dochter heeft er voor gekozen om in Teheran te blijven. Na de val van de Shah wordt Isaac echter gearresteerd en door een gemaskerde ondervrager Mohsen ondervraagd en gemarteld zodat hij zou toegeven dat hij een royalist is. Farnez worstelt met wat er gebuert met Isaac en de vijandigheden rondom haar. De bezittingen van de familie worden in beslag genomen en de juwelierswinkel wordt leeggeroofd door de zoon van hun eens zo trouwe huishoudster Habibeh die steeds meer begint te sympathiseren met de revolutionairen.

## Rolverdeling
- Adrien Brody als Isaac
- Salma Hayek als Farnez
- Shohreh Aghdashloo als Habibeh
- Anthony Azizi als Mehdi
- Bashar Rahal als Komiteh lid
- Alon Aboutboul als Mohsen
- Wadih Dona als Rostam
- Nasser Memarzia als Mansoor
- Navid Navid als Morteza
- Velislav Pavlov als Hossein
- Jamie Ward als Parviz Amin
- Ariana Molkara als Shirin